# (300074) 2006 UQ207
(300074) 2006 UQ207 es un asteroide perteneciente al cinturón exterior de asteroides, descubierto el 23 de octubre de 2006 por el equipo del Near Earth Asteroid Tracking desde el Observatorio del Monte Palomar, Estados Unidos.

## Designación y nombre
Designado provisionalmente como 2006 UQ207.

## Características orbitales
2006 UQ207 está situado a una distancia media del Sol de 3,200 ua, pudiendo alejarse hasta 3,730 ua y acercarse hasta 2,670 ua. Su excentricidad es 0,165 y la inclinación orbital 12,19 grados. Emplea 2091,01 días en completar una órbita alrededor del Sol.

## Características físicas
La magnitud absoluta de 2006 UQ207 es 15,4. Tiene 5,184 km de diámetro y su albedo se estima en 0,032.